# 다루키촌
다루키촌(일본어: 垂木村)은 일본 시즈오카현의 서부, 사야군・오가사군에 속했던 촌이다. 현재의 가케가와시 덴류하마나코 철도 덴류하마나코선 사쿠라기역의 북동부 일대에 해당한다.

## 역사
- 1889년 4월 1일 - 정촌제 시행에 의해 사야군 다루키촌이 성립하였다.
- 1896년 4월 1일 - 군제 시행에 의해 오가사군 다루키촌이 되었다.
- 1932년 10월 1일 - 아마사쿠라촌과 합병해 가케가와시가 성립하여, 동일 다루키촌은 폐지되었다.

## 교통

### 철도
현재는 덴류하마나코 철도 덴류하마나코선 (당시엔 일본국유철도 니마타선)의 사쿠라기역이 소재하지만, 당시엔 미개통이였다.

## 참고 문헌
- 角川日本地名大辞典編纂委員会,『角川日本地名大辞典 22 静岡県』, 角川書店, 1978年, ISBN 4040012208
- 大日本篤農家名鑑編纂所編『大日本篤農家名鑑』大日本篤農家名鑑編纂所、1910年。